# SMEG (Haushaltsgerätehersteller)
SMEG (Smeg S.p.A, Akronym für Smalterie – Metallurgiche – Emiliane – Guastalla, „Metall- und Emaillierwerk mit Sitz in Guastalla, Emilia-Romagna“) ist ein italienischer Hersteller von Haushaltsgeräten für den privaten sowie den gewerblichen Gebrauch.

## Geschichte

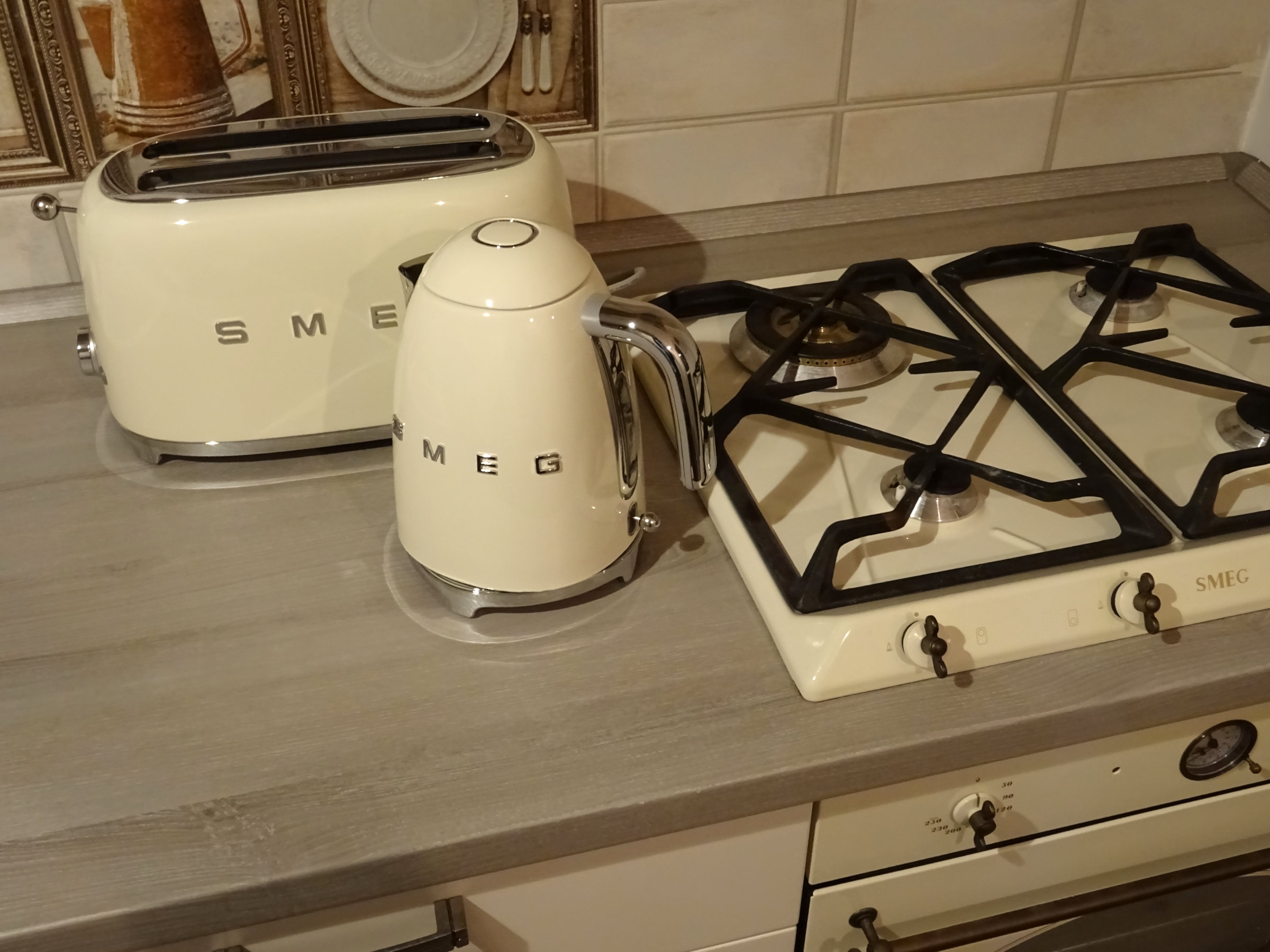
SMEG-Haushaltsgeräte im Retrodesign

Das Unternehmen SMEG wurde 1948 von Vittorio Bertazzoni in Guastalla (Reggio Emilia) gegründet und war ursprünglich auf Emaille- und Metallarbeiten spezialisiert. SMEG ist ein Akronym, dessen historische Bezeichnung Smalterie – Metallurgiche – Emiliane – Guastalla übersetzt „Metall- und Emaillierwerk mit Sitz in Guastalla, Emilia-Romagna“, noch auf die ursprüngliche Tätigkeit hinweist. Heute wird das Familienunternehmen  in der dritten Unternehmergeneration geführt.
Die unternehmerische Geschichte der Familie Bertazzoni geht bis ins 17. Jahrhundert zurück. Ursprünglich waren die Bertazzonis als Schmiede tätig, bis sie über die Jahre hinweg Hersteller von Standherden wurden.
In der zweiten Hälfte der 1950er Jahre präsentierte SMEG einen der ersten Gasherde mit Zündautomatik, Sicherheitsventil im Backofen und Garprogrammierung. 1963 wurde die Produktion von Geschirrspülern aufgenommen, und 1970 wurde ein 60 cm breiter Geschirrspüler mit Platz für 14 Maßgedecke entwickelt. Kochmulden und Einbauöfen folgten Mitte der 1970er Jahre. In den 1990er Jahren erweiterte SMEG seine Produktpalette mit Spülen, Dunstabzugshauben und farbigen Kühlschränken im Retrodesign der 1950er-Jahre.

## Werke und Tochterunternehmen
Produziert wird in 5 Werken in Italien (Guastalla, Mailand, Turin, Chieti und Bonferraro). In Deutschland ist man mit dem Tochterunternehmen SMEG Deutschland GmbH aktiv. Weltweit ist SMEG mit 16 Niederlassungen in Großbritannien, Frankreich, Belgien, Niederlande, Deutschland, Schweden, Dänemark, Spanien, Portugal, Russland, Ukraine, Kasachstan, Südafrika, USA, Australien, Mosambik sowie zwei Repräsentanzen in Hongkong und Saudi-Arabien vertreten.
2019 hat SMEG den italienischen Hersteller von Espressomaschinen, -mühlen und Zubehör La Pavoni übernommen.

## Auszeichnungen
- 2009: Wallpaper Design Award für Backofen und Kochmulde der Designlinie Newson.[3]
- 2010: Good Design Award des Chicago Athenaeum Museum (Museum für Architektur und Design) und des Europäischen Zentrums für Architektur, Kunst, Design und Urbanistik für den schönsten Backofen und Kochmulde der Designlinie Newson.[4]